# Carlos Costa (Tennisspieler)
Carles „Carlos“ Costa Masferrer (* 22. April 1968 in Barcelona) ist ein ehemaliger spanischer Tennisspieler.

## Karriere
Costa gewann zwischen 1992 und 1994 sechs Einzeltitel, alle auf Sand, und erreichte weitere sieben Mal ein Finale. Sein größter Erfolg war der Gewinn des Titels in Barcelona 1992 nach einem Finalsieg gegen Magnus Gustafsson. Hinzu kommen fünf Turniersiege und drei Finalteilnahmen im Doppel. Auch diese Titel gewann er alle auf Sand. Am 18. Mai 1992 erreichte er mit Platz zehn seine beste Notierung im ATP-Ranking. Bei Grand-Slam-Turnieren erreichte er zweimal, 1992 und 1993, bei den French Open das Achtelfinale sowie 1992 bei den US Open selbiges. Im Doppel gelang ihm bei den French Open 1989 an der Seite von Tomás Carbonell mit dem Einzug ins Viertelfinale das beste Abschneiden in seiner Karriere.
Für die spanische Davis-Cup-Mannschaft kam er ab 1992 zu elf Partien in insgesamt sieben Begegnungen, von denen er sechs gewinnen konnte.
1999 trat er vom Profitennis zurück. Seither arbeitet für die International Management Group, für die er derzeit Rafael Nadal betreut.

## Erfolge
| Legende                           |
| Grand Slam                        |
| Tennis Masters Cup                |
| ATP Masters Series                |
| ATP International Series Gold (1) |
| ATP International Series (10)     |
| ATP Challenger Series (12)        |

| ATP-Titel nach Belag |
| Hartplatz (0)        |
| Sand (11)            |
| Rasen (0)            |
| Teppich (0)          |

### Einzel

#### Turniersiege

##### ATP Tour
| Nr. | Datum            | Turnier      | Belag | Finalgegner         | Ergebnis       |
| --- | ---------------- | ------------ | ----- | ------------------- | -------------- |
| 1.  | 30. März 1992    | Estoril (1)  | Sand  | Sergi Bruguera      | 4:6, 6:2, 6:2  |
| 2.  | 6. April 1992    | Barcelona    | Sand  | Magnus Gustafsson   | 6:4, 7:63, 6:4 |
| 3.  | 26. Juli 1993    | Hilversum    | Sand  | Magnus Gustafsson   | 6:1, 6:2, 6:3  |
| 4.  | 8. November 1993 | Buenos Aires | Sand  | Alberto Berasategui | 3:6, 6:1, 6:4  |
| 5.  | 28. März 1994    | Estoril (2)  | Sand  | Andrij Medwedjew    | 4:6, 7:5, 6:4  |
| 6.  | 8. August 1994   | San Marino   | Sand  | Oliver Gross        | 6:1, 6:3       |

##### Challenger Tour
| Nr. | Datum             | Turnier   | Belag | Finalgegner           | Ergebnis |
| --- | ----------------- | --------- | ----- | --------------------- | -------- |
| 1.  | 8. April 1990     | Saragossa | Sand  | Francesco Cancellotti | 6:3, 6:4 |
| 2.  | 8. September 1991 | Venedig   | Sand  | Alberto Mancini       | 6:3, 7:5 |
| 3.  | 6. Oktober 1991   | Syrakus   | Sand  | Stefano Pescosolido   | 6:3, 7:6 |
| 4.  | 20. August 1995   | Graz (1)  | Sand  | Jiří Novák            | 6:4, 6:3 |
| 5.  | 6. April 1997     | Barletta  | Sand  | Davide Sanguinetti    | 6:3, 6:2 |
| 6.  | 12. Oktober 1997  | Barcelona | Sand  | Juan Antonio Marín    | 6:1, 6:4 |
| 7.  | 23. August 1998   | Graz (2)  | Sand  | Albert Portas         | 7:5, 7:6 |

#### Finalteilnahmen
| Nr. | Datum            | Turnier      | Belag | Finalgegner         | Ergebnis       |
| --- | ---------------- | ------------ | ----- | ------------------- | -------------- |
| 1.  | 3. Mai 1992      | Madrid       | Sand  | Sergi Bruguera      | 6:76, 2:6, 2:6 |
| 2.  | 17. Mai 1992     | Rom          | Sand  | Jim Courier         | 6:73, 0:6, 4:6 |
| 3.  | 28. Februar 1993 | Mexiko-Stadt | Sand  | Thomas Muster       | 2:6, 4:6       |
| 4.  | 10. April 1994   | Barcelona    | Sand  | Richard Krajicek    | 4:6, 6:76, 2:6 |
| 5.  | 18. Juni 1995    | Porto        | Sand  | Alberto Berasategui | 6:3, 3:6, 4:6  |
| 6.  | 27. August 1995  | Umag         | Sand  | Thomas Muster       | 6:3, 6:75, 4:6 |
| 7.  | 23. Juni 1996    | Bologna      | Sand  | Alberto Berasategui | 3:6, 4:6       |

### Doppel

#### Turniersiege

##### ATP Tour
| Nr. | Datum              | Turnier          | Belag | Partner         | Finalgegner                         | Ergebnis      |
| --- | ------------------ | ---------------- | ----- | --------------- | ----------------------------------- | ------------- |
| 1.  | 13. November 1988  | Buenos Aires (1) | Sand  | Javier Sánchez  | Eduardo Bengoechea José Luis Clerc  | 6:3, 3:6, 6:3 |
| 2.  | 17. September 1989 | Madrid (1)       | Sand  | Tomás Carbonell | Francisco Clavet Tomáš Šmíd         | 7:5, 6:3      |
| 3.  | 4. August 1991     | San Marino       | Sand  | Jordi Arrese    | Christian Miniussi Diego Pérez      | 6:3, 3:6, 6:3 |
| 4.  | 2. Mai 1993        | Madrid (2)       | Sand  | Tomás Carbonell | Luke Jensen Scott Melville          | 7:64, 6:2     |
| 5.  | 13. November 1993  | Buenos Aires (2) | Sand  | Tomás Carbonell | Sergio Casal Emilio Sánchez Vicario | 6:4, 6:4      |

##### Challenger Tour
| Nr. | Datum             | Turnier   | Belag | Partner            | Finalgegner                          | Ergebnis      |
| --- | ----------------- | --------- | ----- | ------------------ | ------------------------------------ | ------------- |
| 1.  | 23. April 1989    | Porto     | Sand  | Tomás Carbonell    | Paul Haarhuis Denis Langaskens       | 6:4, 6:3      |
| 2.  | 30. April 1989    | Lissabon  | Sand  | Tomás Carbonell    | Marcos Aurelio Górriz Vicente Solves | 6:4, 6:1      |
| 3.  | 18. Juni 1989     | Saragossa | Sand  | Carlos di Laura    | Juan Carlos Báguena Borja Uribe      | 4:6, 7:6, 7:5 |
| 4.  | 13. Mai 1990      | Ljubljana | Sand  | Francisco Roig     | Omar Camporese Mark Koevermans       | 6:7, 6:4, 6:4 |
| 5.  | 1. September 1991 | Meran     | Sand  | Christian Miniussi | Josef Čihák Tomáš Anzari             | 6:3, 6:3      |

#### Finalteilnahmen
| Nr. | Datum              | Turnier | Belag | Partner             | Finalgegner                       | Ergebnis      |
| --- | ------------------ | ------- | ----- | ------------------- | --------------------------------- | ------------- |
| 1.  | 23. September 1990 | Palermo | Sand  | Horacio de la Peña  | Sergio Casal Emilio Sánchez       | 3:6, 4:6      |
| 2.  | 16. Juni 1991      | Florenz | Sand  | Juan Carlos Báguena | Ola Jonsson Magnus Larsson        | 6:3, 1:6, 1:6 |
| 3.  | 16. Juni 1992      | Madrid  | Sand  | Francisco Clavet    | Patrick Galbraith Patrick McEnroe | 3:6, 2:6      |